# Thunbergia barbata
Thunbergia barbata är en akantusväxtart som beskrevs av Vollesen. Thunbergia barbata ingår i släktet thunbergior, och familjen akantusväxter. Inga underarter finns listade i Catalogue of Life.